# Sauliac-sur-Célé
Sauliac-sur-Célé är en kommun i departementet Lot i regionen Occitanien i södra Frankrike. Kommunen ligger i kantonen Lauzès som tillhör arrondissementet Cahors. År 2022 hade Sauliac-sur-Célé 116 invånare.

## Befolkningsutveckling
Antalet invånare i kommunen Sauliac-sur-Célé
| Referens: INSEE |